# Dickinson County, Iowa
Dickinson County är ett administrativt område i delstaten Iowa, USA, med 16 667 invånare. Den administrativa huvudorten (county seat) är Spirit Lake.

## Geografi
Enligt United States Census Bureau har countyt en total area på 1 046 km². 987 km² av den arean är land och 60 km² är vatten.

### Angränsande countyn
- Jackson County, Minnesota - nord
- Emmet County - öst
- Clay County - syd
- Osceola County - väst

### Orter
- Arnolds Park
- Lake Park
- Milford
- Okoboji
- Orleans
- Spirit Lake (huvudort)
- Superior
- Terril
- Wahpeton
- West Okoboji